# Riesenzelle
Unter Riesenzelle versteht man in der Histologie (Gewebelehre) eine besonders große Zelle, meist mit mehreren unförmigen oder gelappten Kernen. Riesenzellen entstehen durch Kernteilungen ohne konsekutive Zellteilung oder durch sekundäre Verschmelzung von mehreren Zellen desselben Typus. Abzugrenzen sind sie von morphologischen und funktionellen Syncytien. Einige besonders große, aber einkernige Zellen heißen ebenfalls Riesenzelle, beispielsweise die motorischen Betz-Zellen. Riesenzellen können per Tzanck-Test nachgewiesen werden.
Es können drei Typen von Riesenzellen unterschieden werden:
1. physiologisch vorkommende, beispielsweise Osteoklasten, Langhanszellen (die Langhans-Zellen weisen 2–10 Kerne auf)
2. durch Zellteilungsstörung entstehende, wie Fremdkörperriesenzellen (100 Kerne), Touton-Riesenzellen
3. neoplastische, beispielsweise bei Riesenzellleukämie, bei gigantozellulärem Sarkom und gigantozellulärem Karzinom und Sternberg-Reed-Riesenzellen bei Hodgkin-Lymphom